# Australia en los Juegos Paralímpicos de Nagano 1998
Australia estuvo representada en los Juegos Paralímpicos de Nagano 1998 por cuatro deportistas masculinos.

## Medallistas
El equipo paralímpico australiano obtuvo las siguientes medallas:
| Nombre          | Deporte      | Evento                         |
| --------------- | ------------ | ------------------------------ |
| Oro             |              |                                |
| James Patterson | Esquí alpino | Descenso LW1,3,5/7,9 masculino |
| Plata           |              |                                |
| —               |              |                                |
| Bronce          |              |                                |
| James Patterson | Esquí alpino | Eslalon LW9 masculino          |